# Norge (poète)
Pour les articles homonymes, voir Norge.
Norge, pseudonyme de Georges Mogin, né le 2 juin 1898 à Molenbeek-Saint-Jean (Bruxelles) et mort le 25 octobre 1990 à Mougins, est un poète belge francophone. Une plaque commémorative est apposée sur sa maison natale, rue Jennart 14.

## Biographie
Georges Mogin naît au sein d'une famille bourgeoise. Son père, d'origine française est le descendant d'un protestant ayant fui la France avant la révocation de l'édit de Nantes, sa mère est wallonne. Il fait ses études secondaires au collège Saint-Michel et à l'école allemande.
D'un premier mariage, avec Jeanne Laigle, en 1918, naîtra un fils, l'écrivain Jean Mogin qui sera l'époux de la poétesse Lucienne Desnoues. Pendant 34 ans, Georges Mogin sera représentant de commerce en textiles pour la maison de commerce familiale.
À 25 ans, en 1923, il publie son premier recueil (27 poèmes incertains) sous le pseudonyme de « Géo Norge », qu'il raccourcira bientôt en « Norge ». Il connaît une première période de publication intense jusqu'en 1937.
En compagnie de Raymond Rouleau, il fonde, en 1925, le théâtre du Groupe libre, un groupe avant-gardiste et éphémère qui mettra en scène Jean Cocteau, Karel Čapek, Max Deauville et, aussi, Tam-Tam, un poème scénique de Norge qui sera victime d'un tract et d'un chahut organisé par les surréalistes belges (Paul Nougé, Camille Goemans, E. L. T. Mesens).
En 1931, Norge rencontre Pierre-Louis Flouquet et Edmond Vandercammen. Ensemble, ils fondent le Journal des poètes. Une quinzaine de poètes gravitent autour de ce journal, dont André Salmon. En 1937, il fonde les Cahiers blancs qui publieront notamment un hommage à Milosz. Il collabore à l’Anthologie de poèmes inédits de Belgique (1940).
En 1940, il épouse l'artiste peintre Denise Perrier-Berche. C'est en 1949 que commence sa seconde période de production intense. Norge émigre en Provence et devient antiquaire à Saint-Paul-de-Vence en 1955. 
Son œuvre est pleinement reconnue à la fin des années 1950 : en 1958, Norge reçoit le prix triennal de poésie décerné par le Ministère de la Culture française de Belgique pour son recueil Les Oignons, en 1969 l'Aigle d'or de la poésie au premier festival international du livre à Nice, en 1970 le prix quinquennal de littérature de la Communauté française de Belgique, puis, en 1971, le premier prix littéraire belgo-canadien.
En 1983, c'est la Semaine Norge à la Maison de la Poésie à Paris, en 1984, le Grand prix de poésie de la Société des Gens de Lettres et, en 1985, le prix de la Critique pour Les Coq-à-l'âne.
Norge meurt à Mougins, en 1990, suivi de quelques années par sa femme. Ils reposent au cimetière du Grand-Vallon de cette ville.

## Poésie
Sa poésie revêt une grande diversité de formes (poèmes-récits longs, virelangues, micro-fables, vers réguliers, versets…)
Sous un habit trompeur, celui d'un langage simple, accessible, parfois enfantin, à l’humour omniprésent, la poésie de Norge a une réelle dimension métaphysique. Poète inclassable, ce grand « Stupéfait » d'exister ne cesse de s'étonner : comment peut-on être un humain ?
Sa poésie allie concret et métaphysique, sensualité et cruauté, vérité et incrédulité, fringales terrestres et soif d'infini. Passionné par la vie dans la diversité de ses formes, il traite aussi bien des étoiles que du lombric ou de la mouche.
Des poèmes de Norge ont été chantés par Jeanne Moreau sur des musiques de Philippe-Gérard (album 2 disques 33 T / 30 Cm édité en 1981 par Jacques Canetti). En 1970, Jacques Yvart met en musique Jehan l'Advenu, chanson qui sera également enregistrée par Georges Brassens, James Ollivier et Loïc Lantoine. Juliette interprète deux poèmes de Norge qu'elle a mis en musique sur l'album Qué Tal édité en 1991..

### Citations
« La fraise des bois
Aubin cueillait des fraises dans les bois. — Baste, une femme nue, dit-il tout d'un coup. C'est ici que ça pousse; je me demandais bien. Elle venait à lui, souriante et légère. Ils eurent beaucoup d'enfants et Aubin dut trimer comme un nègre. »
« Le nain
Ce qu'il y a de grand chez le nain, c'est son regard. D'ailleurs. le nain n'est pas petit, ça se voit, il est comprimé; il pourrait devenir très grand. Oui, mais son cœur est petit. Tu crois ? Et puis, pourquoi parler toujours de taille ? »
« L'ordre
Je mets beaucoup d'ordre dans mes idées. Ça ne va pas tout seul. Il y a des idées qui ne supportent pas l'ordre et qui préfèrent crever. À la fin, j'ai beaucoup d'ordre et presque plus d'idées. »

— (extraits de Les cerveaux brûlés, 1969)

### Œuvres
L’ensemble de ses œuvres poétiques de 1923 à 1973 forme un épais volume : Œuvres poétiques, 1923-1973, Paris, Seghers, 1978.
L'auteur a été publié chez Gallimard, Flammarion, Seghers, ainsi qu'aux Éditions du disque Vert, Éditions Sagesse, Éditions ça ira (Anvers), Labor, Saint-Germain-des-Prés, Jacques Antoine (éditeur), École des Loisirs…

#### Principaux ouvrages disponibles
- Poésies : 1923-1988, coll. « Poésie/Gallimard », préface et choix de Loránd Gáspár, Gallimard, 1990, 1992, 2007
- Remuer ciel et terre, Bruxelles, Labor, coll. « Espace Nord », 1985

#### Autres publications
- La belle endormie, Paris, Éditions Sagesse, 1935
- C'est un Pays, Paris, Éditions Sagesse, 1936
- Le Sourire d'Icare, Anvers, Ça ira, 1937
- Joie aux âmes, Bruxelles, Les Cahiers du Journal des Poètes, 1941
- Les Râpes, 1949
- Famines, 1950
- Le Gros Gibier, 1953
- La Langue verte, Paris, Gallimard, 1954
- Les Oignons, Lyon, Henneuse, 1956
- Les Quatre Vérités, Paris, Gallimard, 1962
- Le Vin profond, Paris, Flammarion, 1968
- Les Cerveaux brûlés, Paris, Flammarion, 1969
- Les Oignons, etc., Paris, Flammarion, 1971
- Bal Masqué parmi les Comètes, Paris, Les Éditeurs Français réunis, 1972
- La Belle Saison, Paris, Flammarion, 1973
- Eux les anges, Paris, Flammarion, 1978
- Les Coq-à-l’âne, Paris, Gallimard, 1985
- Le Stupéfait, Paris, Gallimard, 1988

#### Dernières publications posthumes
- Les Hauts Cris, poèmes inédits 1989-1990, coll. « Poésie Blanche », recueil établi par Lucienne Desnoues, 48 p., éditions éoliennes, 1999
- Le Sourire d'Icare, nouvelle édition illustrée de 19 bois gravés de Xavier Dandoy de Casabianca, 48 p., éditions éoliennes, 2005